# Cocconotus meroncidioides
Cocconotus meroncidioides är en insektsart som beskrevs av Brunner von Wattenwyl 1895. Cocconotus meroncidioides ingår i släktet Cocconotus och familjen vårtbitare. Inga underarter finns listade i Catalogue of Life.